# I tre capelli d'oro del diavolo

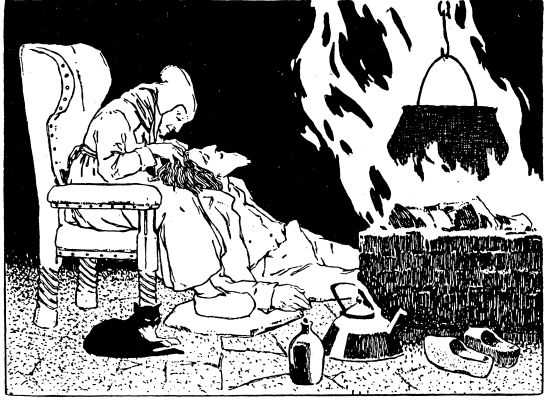
La nonna spelucchia i capelli del diavolo

I tre capelli d'oro del diavolo (titolo tedesco: Der Teufel mit den drei goldenen Haaren) è una fiaba tedesca presente nella raccolta Fiabe realizzata dai fratelli Grimm, classificata da Aarne-Thompson col tipo 461 (Three hairs from the Devil) e 930 (Prophecy that a Poor Boy will marry a Rich Girl).

## Trama
Il figlio di una povera coppia nasce con una tunica speciale la quale prevede che egli, baciato dalla fortuna, avrà in moglie la figlia del re quando avrà compiuto i quattordici anni. Il re di quello stesso regno viene al villaggio e una volta saputa la cosa decide di sbarazzarsi del piccolo fingendo di essere un brav'uomo e offrendo del denaro per il bambino fortunato ai suoi genitori così da poterlo avere per sè con la promessa di trattarlo con ogni riguardo. Dopo averlo ottenuto, Il re lo mette in una scatola e lo getta nel fiume. Fortunatamente la scatola galleggia fino ad arrivare vicino a un mulino e viene trovata da un mugnaio che libera il piccolo, miracolosamente sano e salvo. Il trovatello cresce con il mugnaio e sua moglie, che non hanno figli. Diventa poi noto al re una volta compiuti quattordici anni dopo, il quale, cercando di liberarsene di nuovo, gli dona dei soldi per portare una lettera a sua moglie, la regina, che contiene a sua insaputa l'ordine che deve essere ucciso. Nel viaggio per la consegna il giovane finisce in una casa nel bosco.
Una vecchia che abita lì gli dice che è finito in un covo di ladri ma lo accoglie comunque. Si addormenta e quando i ladri tornano a casa, leggono la lettera e per pietà la strappano e ne scrivono una nuova con scritto invece che il ragazzo deve sposare la figlia del re. Al palazzo quando il re scopre che la regina ha dato sua figlia in moglie al ragazzo poiché la lettera che quest'ultimo ha portato diceva questo, ordina al giovane di andare all'inferno per portargli i tre capelli d'oro dalla testa del diavolo con la speranza di liberarsi di lui definitivamente. Il ragazzo fortunato saluta e si avvicina al guardiano del cancello di una città che vuole sapere perché la loro fontana che sgorgava vino si è prosciugata sulla piazza del luogo.
Il ragazzo gli promette che darà la risposta quando torna dall'inferno e continuando a camminare arriva in un'altra città dove gli viene chiesto dal guardiano del cancello di essa perché il loro albero dalle mele d'oro non da più nemmeno le foglie. Ancora una volta promette di dare la risposta quando tornerà dall'inferno e giunto in un grande fiume il traghettatore là presente gli chiede perché deve continuare a navigare avanti e indietro senza poter mai lasciare la sua postazione. Il ragazzo promette di aiutarlo se lo porta all'altra riva dove c'è l'ingresso dell'inferno e una volta che sarà tornato da esso. Una volta arrivato all'inferno, tutto fulligginoso, trova la nonna del diavolo che è a casa da sola, seduta sulla sua poltrona. Il ragazzo fortunato le dice che vuole avere i tre capelli d'oro di suo nipote e la donna, decidendo di aiutarlo, lo trasforma in una formica e lo nasconde nella sua tunica per evitare che il diavolo lo scopra.
La formica le racconta anche delle tre domande a cui deve trovare risposta e la nonna gli dice di ascoltare attentamente suo nipote quando gli tira i capelli. Il diavolo torna a casa di notte e sente l'odore di carne umana, ma non riesce a trovare nessuno. La nonna gli prepara la cena e lo fa addormentare in grembo mentre gli spelucchia la testa. La nonna gli strappa poi il primo capello e dicendogli di aver avuto un brutto sogno gli fa la prima domanda riguardo alla fontana di vino. Il diavolo le dice che c'è un rospo sotto una pietra della fontana e se lo uccidono il vino scorrerà di nuovo. La nonna lo ascolta e quando il nipote si riaddormenta gli strappa il secondo capello, dicendogli che ha avuto un altro brutto sogno mentre gli fa la seconda domanda riguardo all'albero delle mele d'oro.
Il diavolo le dice che un topo rosicchia la radice dell'albero e se viene ucciso, l'albero darà di nuovo le mele d'oro. Infine dopo essersi riaddormentato di nuovo, la nonna gli strappa il terzo capello dorato, e con la scusa di aver avuto di nuovo un brutto sogno, gli chiede del traghettatore. Il diavolo le rivela che se egli consegna il suo remo nelle mani di colui che vuole attraversare il fiume, sarà libero, mentre l'altro prenderà il suo posto. Il diavolo si riaddormenta di nuovo senza più essere disturbato e se ne va il giorno successivo. La formica emerge dalla piega della gonna della nonna che gli ridà la sua forma umana. Il ragazzo prende i tre capelli d'oro e torna dal traghettatore dandogli la soluzione al suo problema quando sono già dall'altra parte. Alla città dell'albero delle mele d'oro riceve due asini carichi d'oro come ricompensa per la risposta promessa al guardiano del cancello, e altri due anche alla città della fontana del vino per il medesimo motivo.
Il ragazzo fortunato ritorna da sua moglie e quando il re vede i suoi quattro asini con l'oro, è soddisfatto e lo accetta finalmente come suo genero. Il giovane gli racconta quindi del fiume, con la scusa che può trovare dell'altro oro sull'altra riva. Il re pieno di avidità giunge sul luogo e ordina al traghettatore di portarlo a destinazione, ma quando sono dall'altra parte il traghettatore gli porge il remo passandogli così la sua maledizione. Da quel momento in poi il re deve navigare avanti e indietro per il resto della vita senza mai trovare qualcuno disposto a tenergli solo per un momento il remo.